# Absturz eines Learjet 45 in Mexiko-Stadt 2008
Beim Absturz eines Learjet 45 in Mexiko-Stadt 2008  am 4. November 2008 starben insgesamt 16 Menschen, darunter Mexikos Innenminister Juan Camilo Mouriño.

## Verlauf

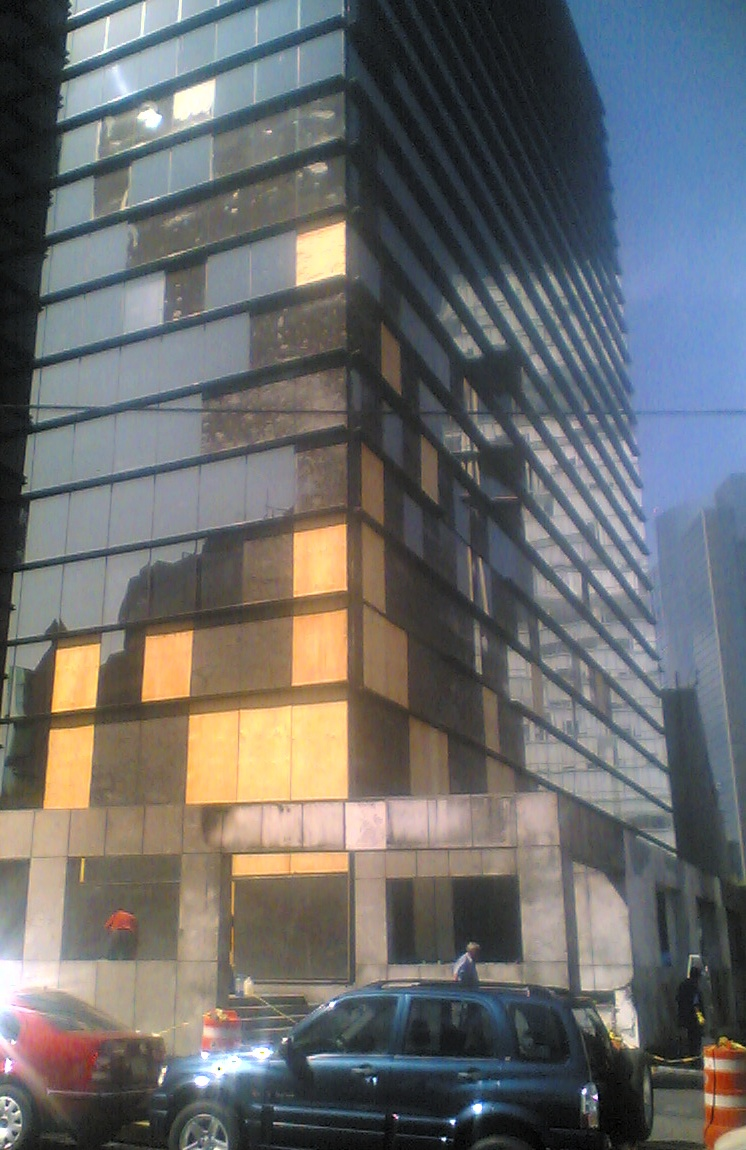
Vom Absturz beschädigtes Gebäude während der Reparatur

Um 18:04 Uhr startete der Learjet 45 vom Flughafen San Luis Potosi. Gegen 18:40 Uhr passierte der Learjet das Drehfunkfeuer (VOR) LUCIA und um 18:44 Uhr das VOR MATEO auf einer Höhe von 11.000 Fuß. Der Fluglotse wies gegen 18:45 Uhr die Piloten an, auf die Frequenz des Towers zu wechseln. Diese Anweisung wurde zwar von der Crew bestätigt aber der Tower wurde nie angesprochen. Beim Anflug auf die Landebahn 5L verschwand die Maschine aus einer Höhe von 9700 Fuß vom Radar. Der Learjet stürzte in einem 45°-Winkel auf die Kreuzung Monte Pelvoux und Ferrocarril de Cuernavaca und ging in Flammen auf. Alle Insassen des Learjets und sieben Personen am Boden starben. 
Unter den Toten des Learjet befanden sich: 
- Juan Camilo Mouriño – Mexikos Innenminister
- José Luis Santiago Vasconcelos – ehemaliger stellvertretender Justizminister
- Miguel Monterrubio
- Arcadio Echeverría Lanz – Koordinator für Veranstaltungen
- Norma Díaz – Direktor der Kommunikationsabteilung des Secretaría de Gobernación
- Julio César Ramírez Dávalos
- Martin de Jesus Olivia Perez – Kapitän
- Álvaro Sánchez – Copilot
- Gisel Carrillo – Stewardess

## Unfallursache

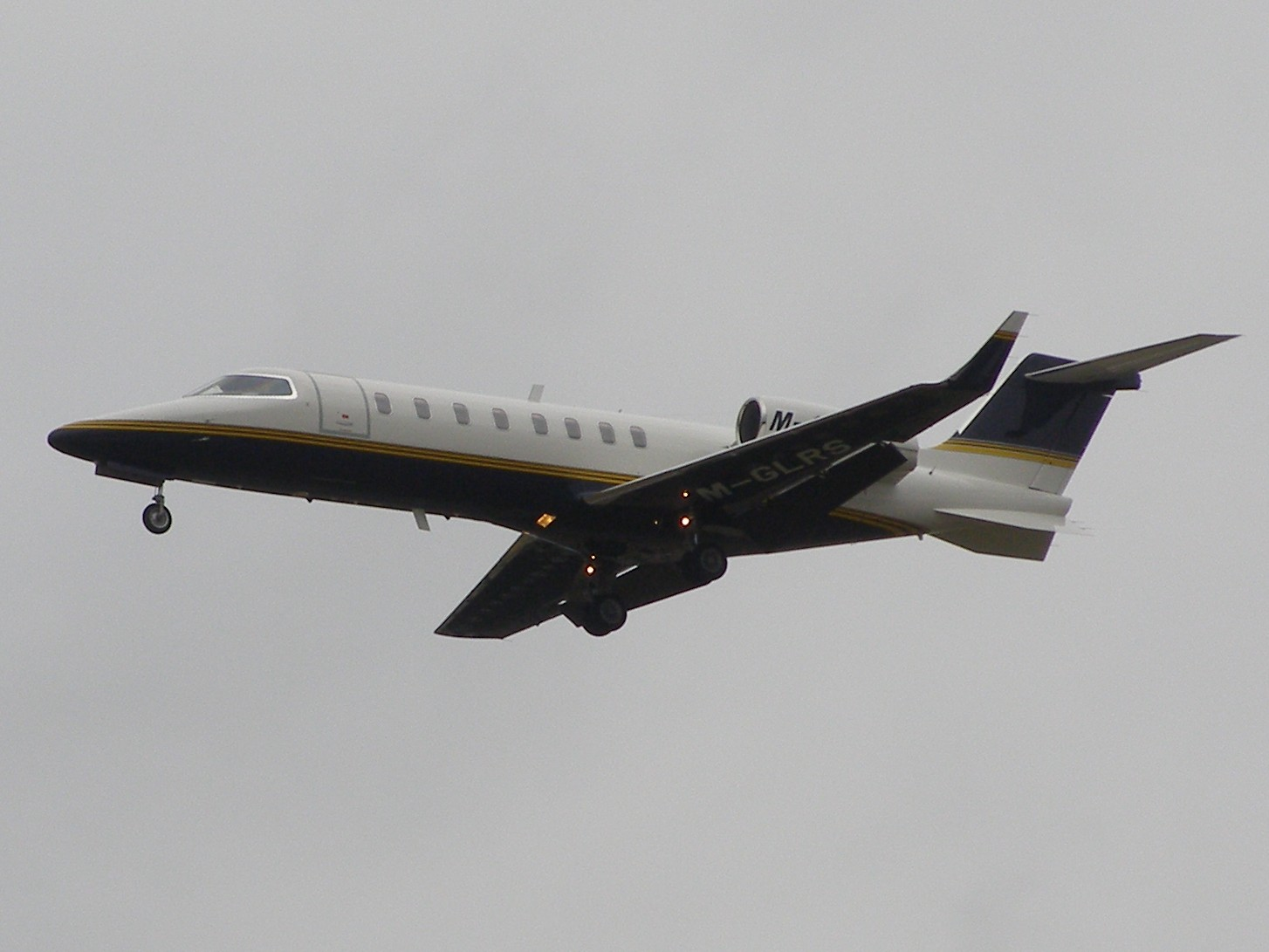
Ein Learjet 45 ähnlich dem Abgestürzten

Der Learjet war in die Wirbelschleppen einer vor ihm fliegenden Boeing 767-300 des Mexicana-Fluges 1692 geraten, wonach das Flugzeug in einen ca. 45° steilen Sturzflug ging. Aufgrund der geringen Höhe konnten die Piloten die Maschine nicht mehr abfangen. Aufgrund von Fehlern der Piloten war der Learjet nur 7,6 km hinter der Boeing anstatt der vorgeschriebenen Entfernung von 9,3 km. Auch hatten die Piloten laut dem Stimmenrekorder wenig Erfahrung mit dem Learjet 45 sowie Lücken in ihrer Ausbildung.